# Cờ của Belgorod

Cờ của Belgorod

Quốc kỳ Belgorod là một trong những biểu tượng chính thức (cùng với huy hiệu) của thành phố Belgorod, Vùng Belgorod, Liên bang Nga. Lá cờ là biểu tượng của sự đoàn kết và tương tác của cư dân thành phố.
Lá cờ hiện tại đã được phê duyệt vào ngày 22 tháng 7 năm 1999 theo quyết định số 321 của Hội đồng đại biểu thành phố Belgorod và được đưa vào Sổ đăng ký huy hiệu nhà nước của Liên bang Nga với số đăng ký 978 vào năm 2002.

## Mô tả
Lá cờ của thành phố Belgorod (vải xanh có sọc trắng ở dưới) mô tả một con sư tử màu vàng đứng trên hai chân sau với một con đại bàng trắng bay vút lên trên. Các biểu tượng của thành phố đã hơn 300 năm tuổi và xuất hiện dưới triều đại của Peter I. Sa hoàng Nga đã trao quốc huy cho người dân Belgorod để vinh danh chiến thắng trước quân Thụy Điển trong trận Poltava (1709). Năm 1712, huy hiệu được vẽ trên biểu ngữ của trung đoàn Belgorod, người đã đánh bại kẻ thù, và vào năm 1727, nó trở thành biểu tượng của tỉnh mới thành lập.

## Liên kết
1. ↑  Решение Белгородского городского Совета депутатов от 22.07.1999 № 321 «О внесении изменений в решение городского Совета депутатов от 18 июня 1999 года № 279 „Об утверждении Положения о флаге города Белгорода“» Lưu trữ ngày 14 tháng 2 năm 2019 tại Wayback Machine
2. ↑  https://militaryarms.ru/simvolika/goroda/flag-belgoroda/